# Pacte del pollastre
Es coneix per Pacte del Pollastre al pacte de legislatura que van dur a terme el PPCV i UV després de les Eleccions a les Corts Valencianes de 1995. L'acord va donar la presidència de la Generalitat Valenciana a Eduardo Zaplana, del PPCV, amb el suport d'Unió Valenciana, que també formaria part del govern valencià aquella legislatura.

## Formació
Des de l'Associació Valenciana d'Empresaris es va pressionar per a aconseguir l'acord estable de legislatura, si bé no es va interferir en el contingut. També el president de la Confederació Empresarial Valenciana, José María Jiménez de Laiglesia, va estar present a la reunió on es tancaria l'acord.
El nom el va posar un periodista, ja que el pacte es va tancar al despatx del president de l'Associació Valenciana d'Empresaris, Federico Félix, qui es dedicava al negoci dels pollastres. A més, en acabar la reunió Vicent González Lizondo va declarar a la premsa que a la reunió "havien estat aclarint a qui li corresponia la cuixa i a qui el pit".

## Contingut
Pel pacte, el PPCV governava la Generalitat i accedia a totes les conselleries excepte la d'Agricultura i Medi Ambient, que passà a les mans de Maria Àngels Ramón-Llin i Martínez, d'UV. En 1997, Unió Valenciana pressionaria per aconseguir dos conselleries: Agricultura i Pesca, per a Ramón-Llin i Medi Ambient, per a Jose Manuel Castellá, si bé les competències d'ambdues conselleries serien bàsicament les mateixes que les de la conselleria anterior. A més, Vicent Lizondo va ser investit President de les Corts Valencianes.
En 1999, poc abans de les Eleccions a les Corts Valencianes d'eixe any, Unió Valenciana patiria una crisi interna quan diversos càrrec del partit, entre els quals destaca Àngels Ramón-Llin, abandonen el partit per a passar al PP. La crisi tindria lloc quan UV reconduïa la seua estratègia per a distanciar-se del PP alhora que estos iniciaven una estratègia per a apropar-se als votants regionalistes. Finalment, Unió Valenciana quedaria fora de l'hemicicle després de les eleccions amb un 4,76% del vot vàlid total, i el PP assoliria la seua primera majoria absoluta en unes eleccions a les Corts Valencianes.